# 2032
2032 (MMXXXII) е високосна година, започваща в четвъртък според григорианския календар. Тя е 2032-рата година от новата ера, тридесет и втората от третото хилядолетие и третата от 2030-те.
Съответства на:
- 1481 година по Арменския календар
- 6783 година по Асирийския календар
- 2983 година по Берберския календар
- 1394 година по Бирманския календар
- 2576 година по Будисткия календар
- 5792 – 5793 година по Еврейския календар
- 2024 – 2025 година по Етиопския календар
- 1410 – 1411 година по Иранския календар
- 1453 – 1454 година по Ислямския календар
- 4728 – 4729 година по Китайския календар
- 1748 – 1749 година по Коптския календар
- 4365 година по Корейския календар
- 2785 години от основаването на Рим
- 2575 година по Тайландския слънчев календар
- 121 година по Чучхе календара